# Метин Казак
Метин Хюсеин Казак е български политик и евродепутат от ДПС.

## Биография
Следва медицина 2 години във Варна. Със стипендия на френското правителство следва международно право в Бургундския университет, Дижон с брат си близнак Четин. След дипломирането си специализира във Франция, Турция и САЩ.
След завръщането си в България карат стаж в Президентството. Работят известно време в частни фирми. От 2000 г. Бивш сътрудник е в българската редакция на „Радио Франс Ентернасионал“ в София.
Метин Казак работи като експертен сътрудник към кабинета на министъра без портфейл Александър Праматарски. Началник на кабинета на:
- министъра без портфейл Неждет Моллов (2001);
- министъра без портфейл Филиз Хюсменова (2004 – 2005) в правителството на Симеон Сакскобургготски.

От 20 април 2005 г. до 20 май 2007 е заместник-омбудсман на Република България.
Владее френски, английски и руски език. Има брат близнак.
С УКАЗ № 59 на президента Румен Радев от 17.05.2023 г. Казак е назначен за извънреден и пълномощен посланик на Република България в Хашемитско кралство Йордания със седалище в гр. Аман. (обн., ДВ, бр. 46 от 26.05.2023 г.)